# Alessandro Mazzucchetti

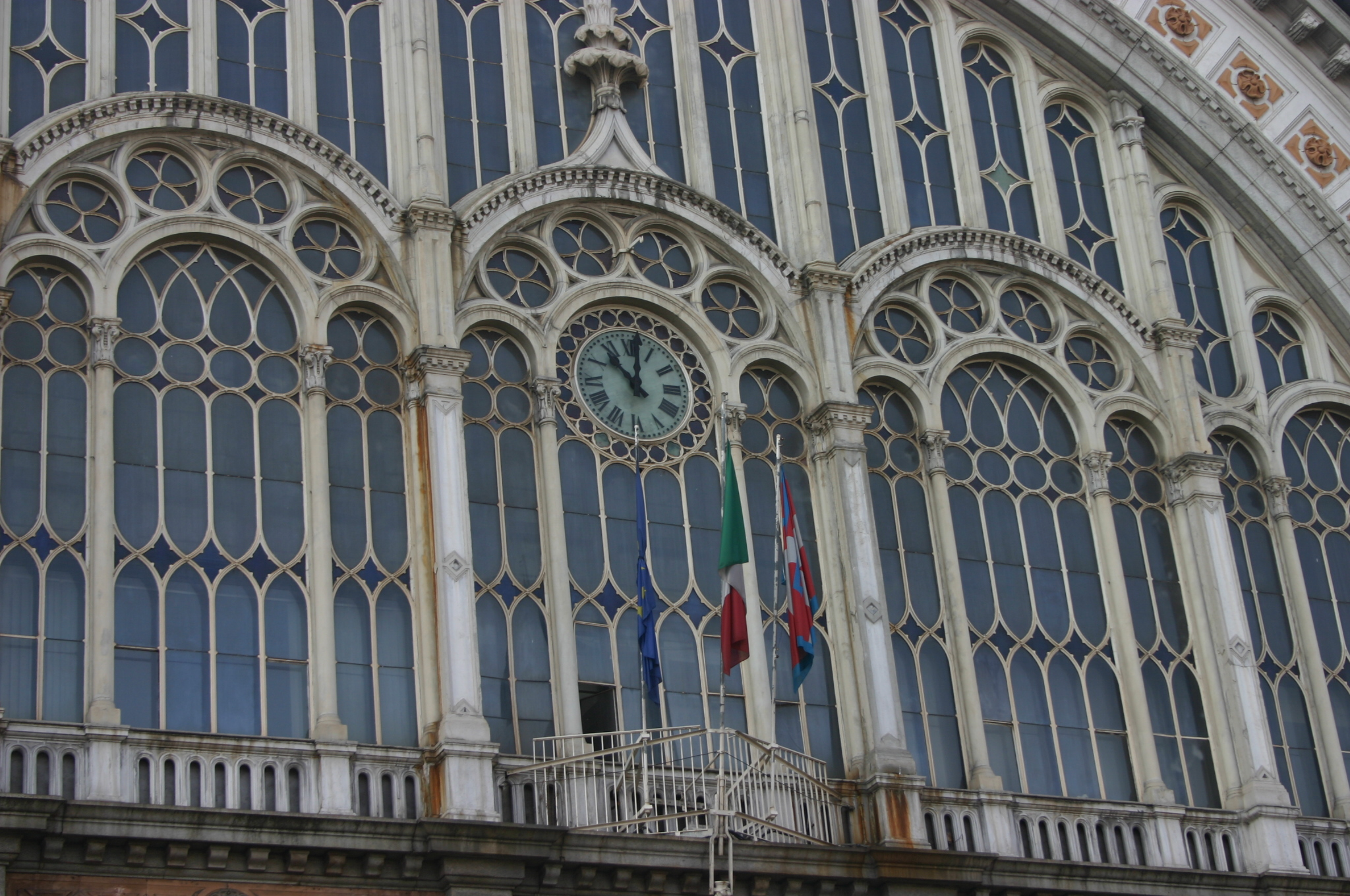
Stazione di Torino Porta Nuova: dettaglio della facciata principale

Alessandro Mazzucchetti (San Paolo Cervo, 22 luglio 1824 – Torino, 18 aprile 1894) è stato un ingegnere italiano, famoso per avere realizzato alcune delle più importanti stazioni ferroviarie del nord Italia; a volte viene citato come Alessandro Mazzuchetti.

## Biografia
Nato il 22 luglio 1824 a San Paolo Cervo (oggi in provincia di Biella, ma al tempo in provincia di Novara), si formò alla scuola di Carlo Promis, laureandosi all'università di Torino in Ingegneria idraulica nel 1845 e in Architettura civile nel 1846. Entrò quindi come ingegnere nel Genio Civile, perfezionando le proprie conoscenze anche nel corso di vari soggiorni all'estero (in particolare in Francia e in Belgio).
Nel corso degli anni Cinquanta e Sessanta dell'Ottocento progettò alcune importanti stazioni ferroviarie del nord Italia.
Tra il 1860 e il 1870 realizzò nella nativa Valle Cervo la scuola tecnica edile di Campiglia Cervo, nata da un'idea dei Camillo Benso di Cavour e fortemente sostenuta dalla popolazione locale; in seguito fu per vario tempo presidente di tale istituzione educativa.
Nel 1853 sposò Maria Emilia Rosazza Pistolet, nipote del senatore Federico Rosazza, dell’ingegnere Vitale Rosazza Pistolet e primogenita di Pietro Rosazza, detto Pedrino. Quest'ultimo, dopo aver  ereditato nel 1855 i beni di Cerreto Castello da Cristiano Rosazza, commissionò ad Alessandro la ristrutturazione della villa Il Chioso, sita in collina. I lavori furono avviati tra il 1859 e il 1861, completati poi con la sistemazione del giardino, avvenuta fra il 1882 e 1883, anni in cui Alessandro risiedette spesso a Cerreto.
Nel 1877 progettò per sé e edificò una villa nella frazione Mortigliengo, dove era nato, dotata di torretta panoramica e terrazzi che si affacciano sulla piazza principale.
Morì a Torino il 18 aprile 1894.

## Opere principali
- Stazione di Alessandria (1849-1850)
- Stazione di Genova Piazza Principe (1853-1860)
- Stazione di Torino Porta Nuova (1861-1868)